# راوند
راوند شهری در بخش مرکزی شهرستان کاشان در استان اصفهان ایران است.
راوند به دلیل پرورش ماهیان زینتی، به پایتخت ماهیان زینتی کشور ملقب است ونیز اولین شهرهای است که پرچم ولایت آل البیت بر بام آن برافراشته شده که به این جهت به دارالولایه شهرت دارد.
راوند با جمعیت۴۰٬۰۰۰ هزار نفری در بخش مرکزی شهرستان کاشان با فاصله هفت کیلومتری شمال غرب شهرستان و در مسیر اصلی قم-کاشان واقع و ارتفاع آن از سطح دریا ۹۹۰ متر است.
راوند از نظر وسعت جغرافیایی و جمعیت بزرگ‌ترین شهر واقع در شهرستان کاشان می‌باشد.
شهرک‌صنعتی راوند یکی از راهبردی‌ترین شهرک‌های صنعتی ایران، که در این شهر واقع شده است.
راوند پایتخت ماهیان زینتی کشور است و سالانه ۷۰ درصد ماهیان زینتی ایران در این شهر تولید می‌شود که این فعالیت در مرکزهای تولید و پرورش جاری است و کارآفرینی اشتغال بسیاری از جوانان را فراهم کرده است.
از محصولات کشاورزی راوند می‌توان به انار، آلوچه، قیسی، انگور، خرمالو، توت و صیفی‌جات اشاره کرد.

## جغرافیا
راوند با طول جغرافیایی ۵۱/۳۴۴۸ و عرض جغرافیایی ۳۴/۰۱۹ با مساحت ۴۸۰۰ کیلومترمربع در ۷ کیلومتری شمال غربی کاشان قرار دارد.
جغرافیای شهر بدین صورت است که شیب عمومی حدود یک درصد از سمت جنوب غربی به شمال شرقی قرار دارد.
دو رشته کوه شهر را دربر گرفته است:
1. دنباله سلسله جبال مرکزی که از کاشان گذشته تا اردستان و نایین کشیده می‌شود. آبادی‌هایی که از مشهد اردهال تا قمصر و نطنز دره‌ها و دامنه‌های شرقی این رشته کوه واقع شده‌اند.
2. سلسله جبالی که در غرب دلیجان (مرکزی) و میمه به صورتی است که حد طبیعی کاشان و گلپایگان به‌شمار می‌رود.

## آب و هوا
از نظر اقلیم آب هوا، راوند جزو گروه اقلیمی مناطق خشک و سرد قرار دارد.
دما در سردترین ماه ۴ درجه و متوسط حداکثر درجه در گرم‌ترین ماه ۴۵ درجه سانتیگراد است.
بارندگی سالیانه حدود حداقل ۴۴/۹ میلی‌متر تا ۲۵۹/۴ میلی‌متر است.

## تاریخچه
تحقیقات باستان‌شناسی نشان داده است که انسان عهد حجر که تازه از کوه فرود آمده و در دشت سکونت گزیده بود، بر روی همان مسیر کمانی شکل اطراف کویر نمک استقرار یافته بود و این قرارگاه‌های انسانی که تاکنون شناخته شده‌اند در کاشان (تپه سیلک)، قم، ری و دامغان بوده است.
پس از آنکه تپه سیلک (در ۱۴ کیلومتری جنوب غرب)، در اوایل هزاره اول (پیش از میلاد مسیح) تخریب شد، مهاجمان پیروز فین کنونی را مسکن خویش قرار دادند و در اطراف آنجا آبادیهای کوچک و بزرگی مانند راوند، آران دشت، بیدگل، نوش‌آباد، نیاسر و ورزآباد پدید آمد.
نام راوند در شرح دیوان الحماسة ابوتمام در اشاره به قبر «ندما» در راوند آمده است. مشهوراست از سه فردی که در این قبر مدفون اند ظاهراً آن دوتن اهل کوفه واز بنی اسد بودند و در سپاه حجاج بن یوسف ثقفی برای فتح دیلم حضور داشتند. این دو در راوند با دهقانی اصفهانی آشنا شدند و بایکدیگر پیمان برادری می‌بستند و تا پایان عمر به مصاحبت باهم گذراندند
قس یاقوت حموی، همان‌جا، که راوند را محل بستن پیمان برادری آنها ذکر کرده است.
حمله میانجق، از امرای خوارزمشاه در ۵۷۴ به راوند و غارت آنجا و نیز نبرد مردم راوند با الهیار خان افغان در ۱۱۶۱ و شکست او از مهم‌ترین خوادات تاریخی راوند به‌شمار می‌روند
در دوره ناصرالدین شاه راوند شهرهای مشهور اصفهان و جمعیت آنجا حدود هزار تن بود و آب مصرفی آنجا از پنج رشته قنات تأمین می‌شد که مهم‌ترین آن نابر بود. باغ‌های بسیار به ویژه انار و توت، تولید ابریشم و از محصولات زراعی آنجا گندم، جو و خربزه بود.
راوند در حدود ۱۳۳۰ ش، حدود دوهزار تن جمعیت داشت واز شهرهای بخش مرکزی شهرستان کاشان در استان دوم مازندران به‌شمار می‌رفت.
در دهه‌های ۱۳۷۰ و ۱۳۸۰ ش، به سبب توسعه کالبدی در اراضی پیرامونی، به ویژه از سوی جنوب و ایجاد عناصر شهری مختلف مانند مراکز صنعتی، آموزشی در دو سوی جاده راوند-کاشان که راوند را به کاشان آنجا را از شکل روستا خارج ساخته است و از راوند را یکی از شهرهای شهرستان کاشان قرار داده است.

## وجه تسمیه
ظاهراً نام راوند تغییر یافته ناوند مرکب از «نا» به معنای آب و «وند» پسوند تصاحب وداریی، و به معنای جای پرآب است. یاقوت حموی به نقل از حمزه اصفهانی، راوند را در اصل «رهاوند» به معنای خیر مضاعف دانسته است.
در منابع قدیم، راوند را شهری تابع کاشان یا اصفهان ذکر شده است.
سکه‌های طلای به دست آمده از قلعه مورچان در نزدیکی راوند که امروزه فقط قسمتی از دیوار آن باقی مانده، نشان دهنده قدمت سکونت در محدوده راوند در پیش از اسلام است.
به نظر می‌رسد در قرنهای دوازدهم یا سیزدهم، بر بقایای قلعه قدیم، قلعه ای هشت ضلعی با دیوارهای ضخیم با هشت برج بلند ساخته‌اند که برجهای ضلع غربی در ورودی قلعه از دیگر برجها بلندتر بوده است. قطر دیوارهای جانبی و برجها به حدود سه الی چهار متر می‌رسیده است.
نام راوند در شرح دیوان الحماسة ابوتمام در اشاره به قبر «ندما» در راوند آمده است. مشهوراست از سه فردی که در این قبر مدفون اند ظاهراً آن دوتن اهل کوفه واز بنی اسد بودند و در سپاه حجاج بن یوسف ثقفی برای فتح دیلم حضور داشتند. این دو در راوند با دهقانی اصفهانی آشنا شدند و بایکدیگر پیمان برادری می‌بستند و تا پایان عمر به مصاحبت باهم گذراندند
قس یاقوت حموی، همان‌جا، که راوند را محل بستن پیمان برادری آنها ذکر کرده است.

## آثار تاریخی و جاذبه‌های گردشگری
بقعه سلطان ولی ابن موسی کاظم در بافت قدیم راوند، که داری ایوانی آیینه کاری و دری مشبک با تاریخ ۱۰۷۸ است وسابقا گنبد مخروطی دوازده ترک با کاشی‌کاری فیروزه ای داشت که امروزه کامل بازسازی شده است.
خانه‌های تاریخی
- خانه تاریخی منصوری‌ها از دوره قاجار که در سه طبقه و با مساحت هزار متر مربع ساخته شده است و دارای اتاقهای با گچبری و مقرنس کاری است
- خانه تاریخی عمارت
- خانه تاریخی ارباب ماشاالله
- خانه تاریخی خانم غزی
- خانه باغ سردار
- خانه باغ غازی بالا

مساجد تاریخی
- مسجد محله پا چنار از دوره قاجار که دارای دو شبستان تحتانی و فوقانی است و در ۲ اردیبهشت ۱۳۸۷ در فهرست آثار ملی ایران به ثبت رسیده است.
- مسجد جامع
- مسجد توده
- مسجد برباغ (ابوذر)
- مسجد سرلت

آب انبارها
- آب انبار محله پا چنار
- آب انبار گاجی
- آب انبار زیارت
- آب انبار برباغ
- آب انبار توده
- آب انبار سرلت
- آب انبار باربند
- آب انبار ملیحا

آسیاب‌های آبی
- میرحیدر
- وزیر
- صفا
- سرراه
- کاشانی
- خان
- کوچک
- قاضی
- کاشانی
- اربابی

مجموعه‌های باستانی
- محوطه اراضی اقبالیه
- محوطه چاله موت (چاله هوت)

رفاهی و تفریحی
- مجموعه خدماتی روناک
- یادمان شهدای گمنام
- باغات سرسبز و دیدنی

## مشاهیر
- امین‌الله رشیدی

امین‌الله رشیدی، ۴ اردیبهشت ۱۳۰۴ در شهر راوند کاشان متولد شد. او تحصیلات ابتدایی و متوسطه را در کاشان سپری کرد و بلافاصله پس از پایان تحصیل در یکی از دفاتر اسناد رسمی تهران مشغول به کار شد. وی در سال ۱۳۴۴، بنا به مقتضیات شغلی از کار در رادیو استعفا داد. رشیدی در سال ۱۳۳۶ خورشیدی، ازدواج کرد که حاصل آن دو فرزند دختر و پسر (افسانه و صباح) است.
وی در اردیبهشت ۱۳۹۵ در سن ۹۱ سالگی، در برنامهٔ خندوانه شبکهٔ نسیم شرکت کرد. او همچنین در انتخابات ریاست جمهوری ۱۳۹۶ برای کاندیدا شدن نام‌نویسی کرد، ولی شورای نگهبان به خاطر کهولت سن و سیاستمدار نبودن صلاحیتش را رد کرد. وی در تاریخ ۲۲ مهر (۱۴۰۳) در ۹۹ سالگی  درگذشت .
- فضل‌الله راوندی

فصل‌الله راوندی فقیه شیعه، شاعر و ادیب بود که به علوم عقلی و ریاضیات نیز می‌پرداخت.
عالم جلیل القدر علامه ضیاء الدین ابوالرضا سید فضل‌الله راوندی اولین کسی است که نهج‌البلاغه را شرح کرده است و ایشان در این دیار داری مدرسه علمیه بوده است به صورتی که دانشمندان نامی و بزرگوار شیعه سید علی خان مدین شیرازی در کتاب الدرجات ترفیعهٔ می‌نویسد: مدرسه وی (سید ابوالرضا راوندی) در روی زمین نظیر نداشت و بسیاری از علما و فضلا و زاهدان در آن سکونت داشتند…
- قطب الدین راوندی

شیخ قطب‌الدین، ابو الحسن یا ابو الحسین، سعید بن عبدالله بن حسین بن هبة الله بن حسن راوندی، محدث، مفسر، متکلم، فقیه، فیلسوف و تاریخ‌دان شیعه در قرن ششم هجری است. بسیاری اوقات نیز او را به جدش نسبت داده و می‌گویند سعید بن هبة الله راوندی. پدر و پدر بزرگ قطب راوندی از علمای بزرگ زمان خود بودند. او در شهر راوند کاشان به دنیا آمد و در سال ۵۷۳ قمری در شهر قم درگذشت. اکنون آرامگاه وی در صحن بزرگ حرم حضرت معصومه سلام الله علیها قرار دارد.
- نجم الدین راوندی

نجم‌الدین ابوبکر محمدبن علی‌بن سلیمان‌بن محمد الراوندی دانشمند، خطاط، شاعر و نویسندهٔ نامدار قرن ششم هجری و صاحب کتاب «راحةالصدور» است که شامل تاریخ خاندان سلجوقی از آغاز تا پایان دوره طغرل بن ارسلان در سال ۵۹۰ ه‍.ق و از منابع مهم پژوهش در تاریخ عصر سلجوقیان است.
و از دیار عالم پرور راوند بزرگان و مفاخر زیادی ظهور کرده‌اند که به سه دودمان از آنها اشاراتی گذرا می‌شود.
۱- دودمان علامه سید ابوالرضا فضل‌الله راوندی: ۱. علامه سید علی ابن عبدالله راوندی، ۲. سید تاج الدین ابن محمد الحسنی راوندی، ۳. ابوالمحاسن احمد ابن عبدالله ابن حسنی راوندی، ۴. سید تاج الدین (شمس الدین) ابوالفضل محمد ابن فضل‌الله راوندی، ۵. عزالدین علی ابن فضل‌الله، ۶. سید کمال الدین ابوالمحاسن احمد ابن فضل‌الله، ۷. سید لطیف ابن رکن الدین راوندی، ۸. سید جمال الدین محمد کاشانی، ۹. سید محمد حسن ابن علی ابن ابی الفضل، ۱۰. سید تاج الدین ابومبرهٔ، ۱۱. حسن ابن محمد ابن عبدالله، ۱۲. سید صفی الدین محمد ابن حسن
۲_دودمان علامه قطب الدین راوندی: ۱. هبهٔ الله ابن حسین ابن هبهٔ الله راوندی، ۲. عماد الدین علی ابن سعید راوندی، ۳. نصیر الدین حسین ابن سعید راوندی، ۴. ظهیر الدین محمد ابن سعید راوندی
۳-دودمان نجم الدین راوندی: ۱. ابوبکر نجم الدین محمد ابن سلیمان راوندی، ۲. تاج الدین احمد ابن محمد راوندی، ۳. زین الدین محمد ابن محمد راوندی.
این خطه شهید پرور تعداد ۷۵ شهید والامقام و حدود ۸۵ جانباز و ۶ آزاده سرافراز و شهید مدافع حرم سرهنگ پاسدار مرتضی سعید نژاد را تقدیم به میهن و انقلاب اسلامی نموده است.

## جمعیت
بر پایه سرشماری عمومی نفوس و مسکن در سال ۱۳۹۵
جمعیت این شهر ۴۰٬۰۰۰نفر
بوده است.

## صنعت و اقتصاد
فرش دست‌باف از دیر باز در راوند رواج داشته و کارگاهی تولید فرش دستباف در راوند دایر است. علاوه براین، پیرامون راوند چندین کارخانه فرش ماشینی تأسیس شده است و فرش آن در ایران و حتی جهان شهرت بسیاری دارد. یکی از این کارخانه‌ها کارخانه صنایع فرش راوند که اولین و بزرگ‌ترین کارخانه فرش ماشینی در خاورمیانه است.
صنایع فرش راوند درسال ۱۳۵۱ در راوند درزمینی به مساحت یک میلیون مترمربع تأسیس گردید. این مجموعه عظیم صنعتی دارای ۱۲۰هزار متر سالن تولیدی شامل رنگ رزی، ریسندگی، بافندگی، آهار، تکمیل و انبار می‌باشد. تلاش این مجموعه عظیم صنعتی دراستفاده از زیباترین نقشه‌ها و برتری کیفیت به گونه ای بود که توانست درسال ۱۹۹۷ میلادی موفق به اخذ گواهینامه کیفیت برتر از اتحادیه اروپا که شامل ۲۷ کشور اروپایی شود. همچنین این شرکت افتخار دارد که تنها دارنده تندیس کیفیت برتر از اتحادیه اروپا در صنعت فرش ماشینی ایران و خاورمیانه باشد.
در سال ۱۳۵۸ ایجاد شهرک صنعتی برای کارخانه فرش راوند در نزدیکی جاده کاشان به قم در نظر گرفته شد که در طی ۵ سال آینده آن با تصویب قانون اساسی این شهرک توانست نام شهرک صنعتی راوند را به خود بگیرد. این شهرک صنعتی مانند دیگر شهرک‌های صنعتی در استان اصفهان در تلاش برای پیش‌برد صنعت و ایجاد شغل بود که توانست با اینکه متراژ کمی نسبت به مابقی شهرک‌های صنعتی استان اصفهان دارد ۴۱۳۷ شغل ایجاد کند. شهرک صنعتی فوق در اسفند ۱۳۶۳ به تصویب قانون راجع به تأسیس شرکت شهرک‌های صنعتی ایران، این شهرک جز شهرک‌های صنعتی مصوب قرار گرفت.
موقعیت جغرافیایی شهرک صنعتی راوند واقع در بلوار قطب راوندی در بین شهر کاشان و شهر راوند می‌باشد. فاصله این شهرک صنعتی تا مرکز استان ۲۰۵ کیلومتر و با نزدیک‌ترین شهرستان ۵ کیلومتر می‌باشد.

## ساختار شهری
امروزه بافت قدیم راوند یا راوند قدیم به محله‌های برباغ، توده، پاچنار و سرلت معروف است. معماری بومی آنجا از نوع معماری مناطق گرم خشک و شامل خانه‌های گلی با دیوارهای بلند، سقفهای گنبدی وگاه داری بادگیر و کوچه‌های کم عرض و پیچ در پیچ و آب انبارها است.

### محلات
1. برباغ
2. توده
3. تکیه
4. پاچنار
5. سرلت
6. باربند
7. ملیحا
8. آسیاب قاضی
9. اسماعیل‌آباد
10. باغ رضا
11. شهید نقوی
12. مطهری
13. شهید کحال
14. المهدی
15. صنایع
16. بند شیخ
17. قاضی بالا
18. محله سادات
19. باغ خان
20. سجادیه
21. چهارده معصوم
22. اکبر آباد
23. شهرک امام هادی
24. شهرک مهندس کیهان
25. شهرک علامه قطب راوندی
26. شهرک آزادگان
27. شهدای گمنام

### مراکز درمانی
- درمانگاه شبانه‌روزی فاطمیه راوند تنها درمانگاه شبانه‌روزی این شهر است که در سال ۱۳۹۴ با کمک مردم و خیرین سلامت احداث شد.
- مرکز بهداشتی درمانی راوند

و درمانگاه‌های چهارده معصوم، قطب راوندی، طاهرآباد و خزاق
- ساختمان پزشکان قائم و آزمایشگاه تخصصی قائم

به همراه داروخانه های‌ دکتر نجفی (شبانه‌روزی)،
دکتر آرمین و داروخانه دکتر عمرانی

### مراکز علمی و دانشگاهی
- - دانشگاه کاشان (راوند)
  - دانشگاه شهید رجایی راوند
  - مرکز فنی و حرفه ای شهید موسویان
- مقطع تحصیلی ابتدایی
  - سادات
  - سمیه
  - عراقی
  - طحانی
  - ابوذر
  - شاهرودیان
  - خضرایی
- مقطع تحصیلی متوسطه اول
  - نبی
  - جوادیان
  - قطب‌راوندی
  - عترت
  - میرزایی
- مقطع تحصیلی متوسطه دوم
  - کیهان
  - شهدای‌صنایع

### پارک و فضای سبز
از جمله پارک‌های این شهر می‌توان به پارک شهدای راوند، آزادگان، شادی، الزهرا، دانشجو، انار، طراوت و پارک جنگلی وحدت در ورودی شهر اشاره کرد